# Kormoslepke
A kormoslepke (Theresimima ampelophaga)  a csüngőlepkefélék (Zygaenidae) Procridinae alcsaládjának egyik, Magyarországon is honos faja.

## Elterjedése, élőhelye
Európa mediterrán területei közül jelentős kártevő a Krím-félszigeten, az Anapai kerületben, Derbentben és Nyugat-Grúziában.
Előfordul Kis-Ázsiában és Szíriában is.
Magyarországon a 19–20. században főleg a Dunántúlon károsított, a Duna–Tisza közén csak a folyók partvidékén terjedt el. A huszadik század közepén hazánk számos újabb szőlővidékén tűnt fel, és megjelent Szlovákia déli részein is.

## Megjelenése
Szárnya barnán erezett krémsárga színű; fesztávolsága 23–25 mm.

## Életmódja
Évente egy teljes nemzedéke fejlődik ki. Fiatal, második, esetleg harmadik fokozatú hernyói finoman szőtt gubóikban már a nyáron diapauzába vonulnak, rendszerint csoportosan, a szőlőtőke kérge alatt. A hernyók csekély hányada nem megy így diapauzába, hanem kialakítja a második nemzedéket.
Tavasszal a rügyfakadáskor feléledő hernyók a szőlő hajtásait hámozgatják, lyuggatják, karéjozzák – főleg éjszaka. Nyár elején gubót szőnek a szőlőtőkén, és abban bábozódnak be. A lepkék keveset repülnek, nem táplálkoznak, hamar párzanak.
Egyetlen ismert tápnövénye a szőlő. Ha tömegesen jelenik meg, érdemleges tavaszi kártevővé válhat, de erre az utóbbi évtizedekben csak néhány hazai példát ismerünk.